# The Sweetest Sounds
The Sweetest Sounds è un album del chitarrista svedese Rune Gustafsson e Zoot Sims, pubblicato dalla Pablo Today Records nel 1979. Il disco fu registrato il 28 e 29 novembre 1978 a New York City, New York (Stati Uniti).

## Tracce
Lato A
1. The Sweetest Sounds – 4:00 (Richard Rodgers)
2. Goodbye Yellow Brick Road – 4:45 (Elton John, Bernie Taupin)
3. Stompin' at the Savoy – 7:54 (Goodman, Webb, Sampson, Razaf)
4. My Favorite Things – 4:40 (Richard Rodgers)

Lato B
1. Waters of March (Aguas de Marco) – 5:25 (Antônio Carlos Jobim)
2. Indentation – 4:50 (Erik Norström)
3. I'm Gettin' Sentimental Over You – 5:45 (George Bassman, Ned Washington)
4. A Song for You – 4:40 (Leon Russell)

## Musicisti
- Rune Gustafsson - chitarra
- Zoot Sims - sassofono tenore
- Bucky Pizzarelli - chitarra
- George Mraz - contrabbasso
- Peter Donald - batteria[3]